# Lieven Gevaert
Lieven Gevaert (* 28. Mai 1868 in Antwerpen; † 2. Februar 1935 in Den Haag) war ein flämischer Industrieller.

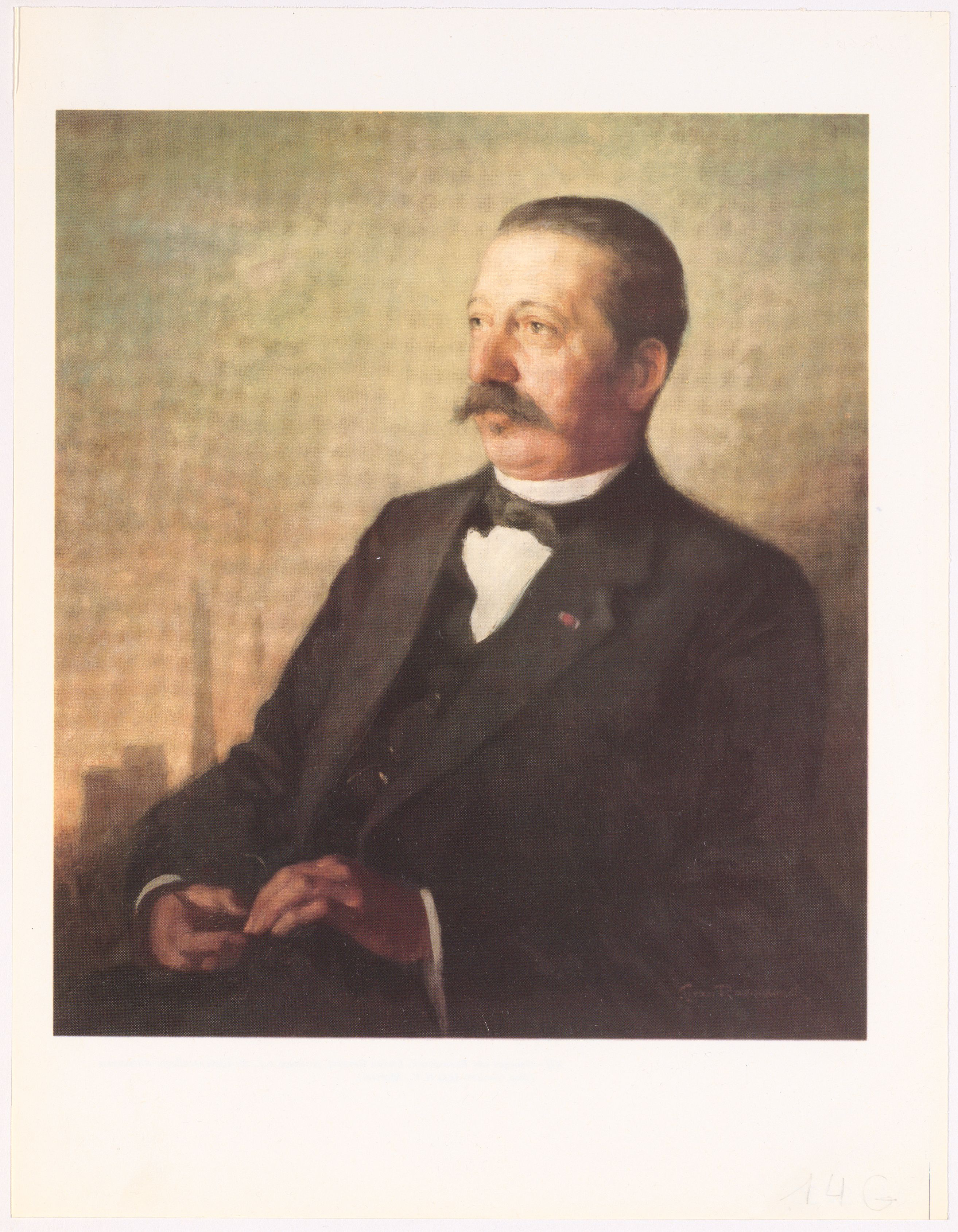
Lieven Gevaert

## Leben

### Kindheit und Jugend
Als Lieven Gevaert drei Jahre alt war, starb bereits sein Vater. Er besuchte nach der Grundschule die Sekundarstufe I in Hoogstraten und Mechelen. Anschließend begann er seine Karriere im Unternehmen seiner Mutter, das Fotopapier nach traditionellen Methoden herstellte. Nebenbei lernte er Französisch, Deutsch und Englisch als Autodidakt, was ihn erlaubte, die Fachliteratur zur Fototechnik und -chemie zu lesen. 1889 gründeten er mit seiner Mutter ein Fotoatelier in der Montignystraat in Antwerpen. Das Atelier boomte bald wegen des selbst hergestellten Fotopapiers, das durch seine gleichmäßige Qualität die Kunden begeisterte.

### Gründung der Aktiengesellschaft
1894 gründete Gevaert mit Geldgebern der Meeting Party die Firma Lieven Gevaert & Co. 1896 zog das Unternehmen nach Mortsel und 1904 kaufte Gevaert ein großes Grundstück in der Septestraat, das nach wie vor der Hauptsitz des Unternehmens ist. 1920 wurde das Unternehmen in die Aktiengesellschaft N.V Gevaert Photo-producten umgewandelt, 1964 fusionierte es mit der Agfa AG zu Gevaert-Agfa NV, später hieß es Agfa-Gevaert NV.

### Soziales Engagement
Lieven Gevaert fühlte sich schon früh sozial verantwortlich und wollte den Status der Niederländer in Belgien voranbringen. Seine persönlichen Ideen wurden stark von der Sozialenzyklika Rerum Novarum und den Schriften des flämischen Ökonomen Lodewijk De Raet beeinflusst. Als Manager unterstützte er mehrere flämische Initiativen, blieb aber stets außerhalb der Parteipolitik. Seine Hauptziele waren die Einführung der Niederländische Sprache als Geschäftssprache und die Gründung einer soliden niederländischsprachigen Ausbildung mit dem Ziel, eine flämische Elite zu erschaffen. Als im April 1926 der Vlaams Economisch Verbond, VEV (Flämische Handelsverband) gegründet wurde, war Gevaert sein erster Vorsitzender. Später gründete er in Antwerpen mit dem Sint-Lievenscollege für Jungen und die Sint-Ludgardisschool für Mädchen eine der ersten belgischen Schulen mit vollständig niederländischsprachigen Unterricht.

### Privatleben
Gevaert heiratete 1900 Maria Prop (* 1872, † 1925) und hatte mit ihr vier Kinder. Auf den Auslandsreisen wurde er meistens von seiner Frau begleitet, bzw. nach ihrem Tod von seiner ältesten Tochter Elsa. 1913 erlitt er einen Herzinfarkt und musste mehrmals ins Krankenhaus eingeliefert werden. Während des Ersten Weltkriegs floh die Familie in die Niederlande und Gevaert traf viele Politiker und Künstler. Anfang 1919 kehrte die Familie nach Belgien zurück. Er blieb aktiv, aber Krankheit hinderte ihn daran, viel in der Fabrik zu sein. Bereits 1912 hatte er sich vom bekannten Antwerpener Architekten Joseph Bascourt ein Wohnhaus im neoklassizistischen Stil bauen lassen, in dem er bis zu seinem Tod lebte. Die Adresse Belgiumlei Nr. 117 war eine breite Allee im Südosten des Stadtteils Antwerpen der gleichnamigen Stadt. Später übernahm der belgische Staat das Anwesen und es wurde zum Verteidigungshaus der Provinz Antwerpen.

### Carlo Gevaert
Nach Lieven Gevaerts Tod kamen seine Söhne Carlo (* 1906, † 1949) und Jos in die Direktion des Unternehmens. Als Vorsitzender des Flämischen Handelsverbands wurde zunächst Baldewijn Steverlynck gewählt, bis ihm die deutsche Besatzung die weitere Ausübung untersagten, dann folgte im Februar 1941 Carlo Gevaert, der die Position bis zum Kriegsende innehatte.